# بنتون (کالیفرنیا)
بنتون (به انگلیسی: Benton) یک منطقهٔ مسکونی در ایالات متحده آمریکا است که در شهرستان مونو، کالیفرنیا واقع شده‌است. بنتون ۷۳٫۸۲ کیلومتر مربع مساحت و ۲۶٬۹۹۷ نفر جمعیت دارد و ۱٬۶۴۲ متر بالاتر از سطح دریا واقع شده‌است.